# Dienes Valéria

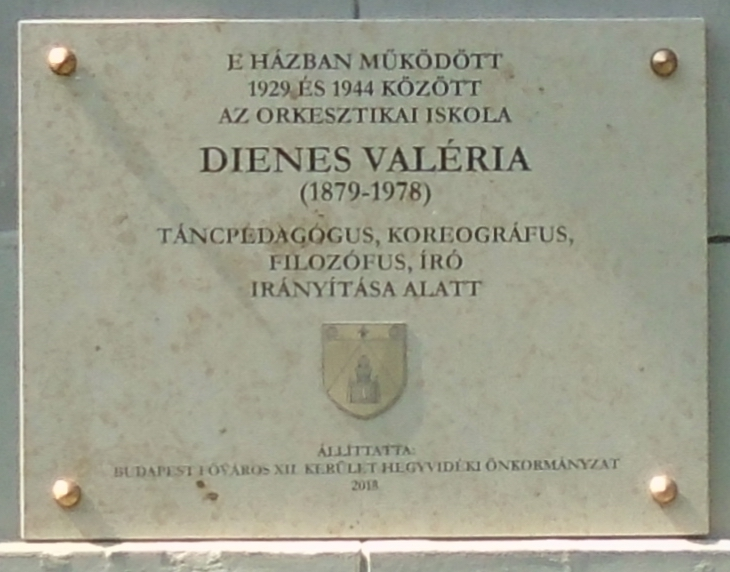
Emléktáblája Budapest XII. kerületében

Dienes Valéria (született Geiger Valéria Anna) (Szekszárd, 1879. május 25. – Budapest, 1978. június 8.) írónő, táncpedagógus, filozófus, az első magyar női egyetemi doktor.

## Életrajza
Geiger Gyula és Benczelits Erzsébet leánya. A budapesti Erzsébet Nőiskolában szerzett „polgári-iskolai” matematikatanítónői oklevelet, majd 1904 és 1905 között a Zeneakadémián zongorát és zeneszerzést tanult, a Pázmány Péter Tudományegyetemen matematikát és fizikát hallgatott, filozófiából, matematikából és esztétikából doktorált (1905), s 1905. november 15-én Budapesten, a Ferencvárosban házasságot kötött Dienes Pál matematikussal, akivel utóbb részt vett a Galilei Kör munkájában, 1922-ben váltak el. Közös matematikai témájú írásaikat hazai és francia szaklapok közölték; pszichológiai és filozófiai tanulmányait az Athenaeumban, a Huszadik Században és a Nyugatban jelentette meg.
Párizsban nagy hatással volt rá Henri Bergson – tanulmányt is írt róla Bergson lélektana címmel. Műveit egyedül ő fordította le magyarra. Bergson mozdulatpszichológiai elméletének és a Duncan-testvérek mozgásművészeti tevékenységének hatására a tánccal kezdett foglalkozni: kialakította mozdulatművészeti rendszerét, melyet orkesztikának nevezett el. 1915-ben Budapesten megnyitotta Orkesztikai Iskoláját, amelyet (1919-1923 közötti emigrációja miatti szünettel) 1944-ig vezetett. A Hajnalvárás című mozdulatdrámájával léptek fel először 1924-ben, majd több művét adták elő, melyeket Bárdos Lajossal írt a misztériumjátékok mintájára. 1927-ben lett az Aquinói Szent Tamás Filozófiai Társaság tagja. 1934-ben pedig a magyar filozófiai nyelv fejlesztéséért Baumgarten-díjat kapott (fordított Hume, Descartes, Locke, George Berkeley, Teilhard de Chardin műveiből), valamint szemiotikával is foglalkozott.
Alakját Babits Mihály a Halálfiai című munkájában Hintáss Gitta alakjában örökítette meg. Édesapja és szudétanémet nagyszülei Brünnből telepedtek át a monarchiabeli Magyarországra.

## Művei
- Geiger Valéria: Valóság-elméletek. Doktori disszertáció; Athenaeum Ny., Budapest, 1905[7]
- A zenei alkotás és hatás lélektanáról; Deutsch, Budapest, 1906 (A Huszadik Század könyvtára)
- A mai lélektan főbb irányai, 1-2.; Haladás, Budapest, 1914
- Az Orkesztikai Egyesület programmja; Révai Ny., Budapest, 1928
- A Szent Imre misztérium mozdulatdráma szövegkönyve; Madách Ny., Budapest, 1931
- Dienes Valéria–Bárdos Lajos: Áve, Világ Királynéja! Kilenc ének Szűz Mária tiszteletére; Szalézi Művek, Rákospalota, 1944
- A mozdulatról; terv., ill. Békés Rozi; Magyar Iparművészeti Főiskola, Budapest, 1979
- Hajnalvárás; vál., szerk. Belon Gellért; Szt. István Társulat, Budapest, 1983
- Miénk az idő; vál., szerk. Rozgonyi Péter, Rozgonyiné Bóna Ilona; Szt. István Társulat, Budapest, 1983
- Dienes Valéria; bev., gyűjt., összeáll. Töttős Gábor; IV. sz. Általános Iskola, Szekszárd, 1991
- Orkesztika – mozdulatrendszer; szerk., bev. Dienes Gedeon; Planétás, Budapest, 1996
- A plasztika profil tagozata; ill. Fenyves Márk; Orkesztika Alapítvány, Budapest, 2000 (Mozdulatművészeti sorozat)
- Az orkesztika iskola története képekben; vál. Fenyves Márk; Orkesztika Alapítvány, Budapest, 2001 (Mozdulatművészeti sorozat)
- Dienes Valéria önmagáról; szerk., életrajzi bev. Szabó Ferenc; Agapé, Szeged, 2001 (Mai írók és gondolkodók)
- A tánc reformja "a mozdulatművészet vonzásában". Mozdulattudomány, filozófia, pszichológia, pedagógia, művészetelmélet. Táncelméleti szöveggyűjtemény; bev., sajtó alá rend. Fenyves Márk, Dienes Gedeon; Orkesztika Alapítvány, Budapest, 2016 (Mozdulatművészeti sorozat)
- Dienes Valéria (1879–1978) életrajza és műveinek jegyzéke /In: Ponticulus Hungaricus (Dienesék levelei Babitshoz) V. évfolyam 7–8. szám 2001. július–augusztus
- Fordítása: Bergson: Teremtő fejlődés, Az Akadémia filozófiai könyvtára (2), Magyar Tudományos Akadémia, Budapest, 1930
- Dienes Valéria művei a MOKKA katalógusban

## Díjai, elismerései
- Baumgarten-díj (1934)

## Emlékezete
- 2024 óta nevét viseli az 591808 Dienesvaléria kisbolygó.[8]